# Chiré-en-Montreuil
Chiré-en-Montreuil és un municipi francès situat al departament de la Viena i a la regió de la Nova Aquitània. L'any 2007 tenia 863 habitants.

## Demografia

### Població
El 2007 la població de fet de Chiré-en-Montreuil era de 863 persones. Hi havia 334 famílies de les quals 88 eren unipersonals (44 homes vivint sols i 44 dones vivint soles), 99 parelles sense fills, 135 parelles amb fills i 12 famílies monoparentals amb fills.
La població ha evolucionat segons el següent gràfic:
Habitants censats

### Habitatges
El 2007 hi havia 396 habitatges, 343 eren l'habitatge principal de la família, 30 eren segones residències i 24 estaven desocupats. 385 eren cases i 10 eren apartaments. Dels 343 habitatges principals, 253 estaven ocupats pels seus propietaris, 86 estaven llogats i ocupats pels llogaters i 3 estaven cedits a títol gratuït; 1 tenia una cambra, 20 en tenien dues, 51 en tenien tres, 119 en tenien quatre i 152 en tenien cinc o més. 293 habitatges disposaven pel capbaix d'una plaça de pàrquing. A 137 habitatges hi havia un automòbil i a 189 n'hi havia dos o més.

### Piràmide de població
La piràmide de població per edats i sexe el 2009 era:
| Homes | Edats   | Dones |
| ----- | ------- | ----- |
| 0     | 95 o +  | 0     |
| 0     | 90 a 94 | 8     |
| 0     | 85 a 89 | 8     |
| 4     | 80 a 84 | 0     |
| 4     | 75 a 79 | 4     |
| 24    | 70 a 74 | 8     |
| 16    | 65 a 69 | 20    |
| 36    | 60 a 64 | 32    |
| 8     | 55 a 59 | 12    |
| 36    | 50 a 54 | 28    |
| 36    | 45 a 49 | 32    |
| 44    | 40 a 44 | 28    |
| 28    | 35 a 39 | 44    |
| 32    | 30 a 34 | 28    |
| 32    | 25 a 29 | 24    |
| 16    | 20 a 24 | 24    |
| 28    | 15 a 19 | 48    |
| 40    | 10 a 14 | 12    |
| 20    | 5 a 9   | 20    |
| 28    | 0 a 4   | 4     |

## Economia
El 2007 la població en edat de treballar era de 549 persones, 424 eren actives i 125 eren inactives. De les 424 persones actives 400 estaven ocupades (211 homes i 189 dones) i 24 estaven aturades (13 homes i 11 dones). De les 125 persones inactives 34 estaven jubilades, 45 estaven estudiant i 46 estaven classificades com a «altres inactius».

### Ingressos
El 2009 a Chiré-en-Montreuil hi havia 346 unitats fiscals que integraven 873 persones, la mediana anual d'ingressos fiscals per persona era de 17.579 €.

### Activitats econòmiques
Dels 20 establiments que hi havia el 2007, 1 era d'una empresa de fabricació d'elements pel transport, 6 d'empreses de construcció, 6 d'empreses de comerç i reparació d'automòbils, 2 d'empreses d'hostatgeria i restauració, 1 d'una empresa d'informació i comunicació, 2 d'empreses immobiliàries, 1 d'una empresa de serveis i 1 d'una entitat de l'administració pública.
Dels 5 establiments de servei als particulars que hi havia el 2009, 2 eren guixaires pintors, 1 empresa de construcció i 2 restaurants.
Dels 2 establiments comercials que hi havia el 2009, 1 era una botiga de menys de 120 m² i 1 una llibreria.
L'any 2000 a Chiré-en-Montreuil hi havia 21 explotacions agrícoles que ocupaven un total de 1.100 hectàrees.

## Equipaments sanitaris i escolars
El 2009 hi havia una escola elemental.

## Poblacions més properes
El següent diagrama mostra les poblacions més properes.